# William Thurston
William Paul Thurston, ameriški matematik, * 30. oktober 1946, Washington, ZDA, † 21. avgust 2012, Rochester, New York, ZDA.
Thurston je pionir na področju topologije nizkih razsežnosti in velja za pomembnega raziskovalca na področju diferencialne topologije.

## Priznanja

### Nagrade
- Fieldsova medalja (1982)
- Nagrada Oswalda Veblena za geometrijo